# Anders Frimert
Björn Anders Frimert, född 9 november 1972 i Huddinge, är en svensk socialdemokratisk politiker. Sedan 30 nov 2021 är han riksdagsledamot och statsrådsersättare för Anna-Caren Sätherberg, invald för Jämtlands läns valkrets. Frimert är ledamot av Näringsutskottet. Frimert är också talesperson för de statliga bolagen samt besöksnäringen för den socialdemokratiska riksdagsgruppen.
Frimert är ledamot av Ragunda kommunfullmäktige sedan 2002 där han var fullmäktiges ordförande under åren 2013-2015, han är sedan 2014 ordförande för det kommunala fjärrvärmebolaget Ragunda Energi & Teknik AB. Tidigare har han bland annat varit vice ordförande för Länstrafiken Jämtlands län, ledamot i Norrtåg AB (2013-2015) samt ledamot i Regionstyrelsen Jämtlands Län med särskilt ansvar mot Primärvård och Folktandvård.
Frimert är bosatt i Stugun i Ragunda kommun.